# 瓦巴沙
瓦巴沙（英語：Wabasha）是一個位於美国明尼苏达州瓦巴沙縣的都市。根據2010年美國人口普查，該地共人口2559人，而該地的面積約為24.01平方千米。同時該地也是瓦巴沙郡的郡治。

## 地理
瓦巴沙的座標為44°22′46″N 92°02′08″W / 44.37944°N 92.03556°W，而該地的平均海拔高度為209米（即686英尺）。